# Ignacio Azpilikueta Rodríguez
Ignacio Azpilikueta Rodríguez (Sant Sebastià, 28 d'octubre de 1981) és un futbolista basc, que ocupa la posició de defensa.
Ha jugat la major part de la seua carrera a la Segona B i Tercera Divisió. En l'època que va militar a la Reial Societat B va arribar a debutar a la màxima categoria amb el primer equip donostiarra.

## Equips
- Antiguoko
- 00/01 Logroñés B
- 01/02 Real Unión de Irun
- 02/05 Real Societat B
- 05/06 SD Huesca
- 06/07 Guijuelo
- 07/08 Logroñés CF
- 08/09 Vecindario
- 09/... Águilas